# Nicole van der Kaay
Nicole van der Kaay (Rotorua, 10 de febrero de 1996) es una deportista neozelandesa que compite en triatlón.
Ganó dos medallas en el Campeonato Mundial de Triatlón por Relevos Mixtos, en los años 2023 y 2024, y cuatro medallas en el Campeonato de Oceanía de Triatlón entre los años 2014 y 2025.

## Palmarés internacional
| Campeonato Mundial por Relevos Mixtos | Campeonato Mundial por Relevos Mixtos | Campeonato Mundial por Relevos Mixtos | Campeonato Mundial por Relevos Mixtos |
| Año                                   | Lugar                                 | Medalla                               | Prueba                                |
| ------------------------------------- | ------------------------------------- | ------------------------------------- | ------------------------------------- |
| 2023                                  | Hamburgo (Alemania)                   | Medalla de plata                      | Relevo mixto                          |
| 2024                                  | Hamburgo (Alemania)                   | Medalla de bronce                     | Relevo mixto                          |
| Campeonato de Oceanía                 |                                       |                                       |                                       |
| Año                                   | Lugar                                 | Medalla                               | Prueba                                |
| 2014                                  | Kinloch (Nueva Zelanda)               | Medalla de oro                        | Relevo mixto                          |
| 2018                                  | Glenelg (Australia)                   | Medalla de oro                        | Relevo mixto                          |
| 2019                                  | Devonport (Australia)                 | Medalla de oro                        | Relevo mixto                          |
| 2025                                  | Devonport (Australia)                 | Medalla de bronce                     | Individual                            |